# 1,2-Diazetydyna
1,2-Diazetydyna – organiczny związek chemiczny należący do nasyconych związków heterocyklicznych. 1,2-Diazetydyna zbudowana jest z czteroatomowego pierścienia zawierającego dwa atomy węgla i dwa atomy azotu, który jest w pierścieniu heteroatomem. W cząsteczce 1,2-diazetydyny atomy azotu są ze sobą bezpośrednio połączone wiązaniem. Jest jednym z dwóch izomerów diazetydyny.

## Otrzymywanie
1,2-Diazetydynę i jej dimetylową pochodną można otrzymać w reakcji 1,2-dibromoetanu z hydrazyną ze środowisku ksylenu w temperaturze 100–135 °C.